# Pleurotheciopsis setiformis
Pleurotheciopsis setiformis är en svampart som beskrevs av R.F. Castañeda 1985. Pleurotheciopsis setiformis ingår i släktet Pleurotheciopsis, divisionen sporsäcksvampar och riket svampar.   Inga underarter finns listade i Catalogue of Life.